# Zonas protegidas de Australia Occidental
Australia Occidental es el estado más grande de Australia y la división territorial más grande del mundo. Dentro de su territorio se cuenta con más de 1200 zonas protegidas que cubren un área de 170.610 km² (159.151 km² de tierra que equivalen a 6,30% del territorio del estado). 63 de ellas son parques nacionales, que totalizan 48.743 km² (1.93% del territorio del estado).